# Santa Ana (kommun i Colombia, Magdalena, lat 9,32, long -74,58)
Santa Ana är en kommun i Colombia.   Den ligger i departementet Magdalena, i den norra delen av landet, 500 km norr om huvudstaden Bogotá. Antalet invånare är 23 235. Arean är 1 120 kvadratkilometer. Santa Ana ligger vid sjöarna  Ciénaga Playa Afuera och Ciénaga Michicoa.
Terrängen i Santa Ana är platt.